# Bapaume Australian Cemetery
Le Bapaume Australian Cemetery  (Cimetière australien de Bapaume) est un cimetière militaire de la Première Guerre mondiale, situé sur le territoire de la commune de Bapaume, dans le département du Pas-de-Calais, au sud d'Arras.

## Localisation
Ce cimetière est situé  au sud-est de la ville, rue du Chemin, à la limite des dernières habitations.

## Histoire

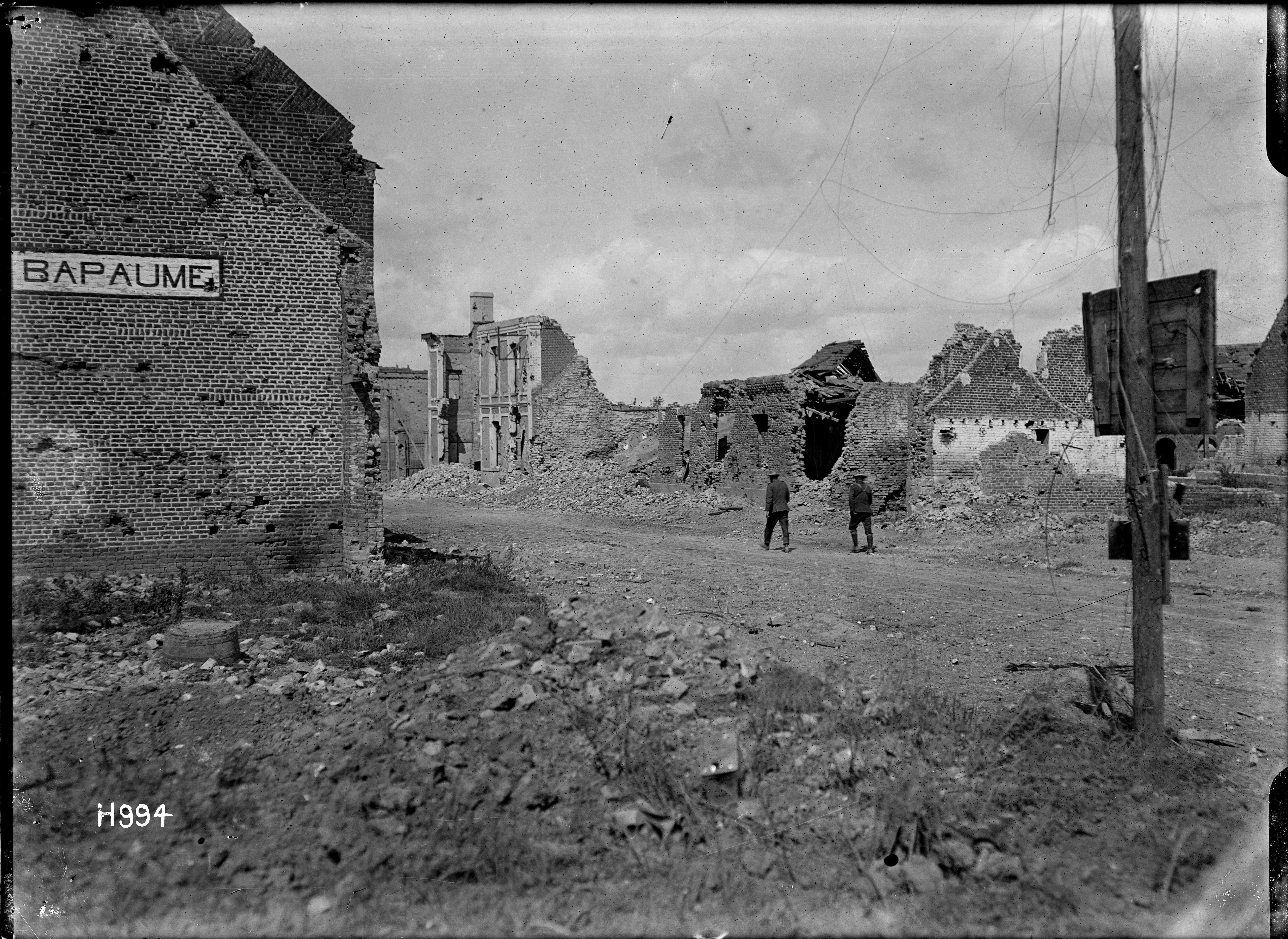
Les soldats néo-zélandais dans les ruines de Bapaume fin août 1918.

Aux mains des Allemands depuis le dédut de la guerre, la ville de Bapaume est occupée par les forces du Commonwealth en mars 1917 lors du retrait des troupes allemande sur la ligne Hindenburg. La ville est de nouveau perdue un an plus tard lors de l'offensive allemande au printemps 1918 pour être définitvivement libérée le 29 août 1918 par les troupes néo-zelandaises.
Le cimetière australien de Bapaume a été commencé en mars 1917 par le 3e Australian Casualty Clearing Station et utilisé jusqu'au mois de juin suivant. En avril et mai 1918, 21 tombes allemandes ont été ajoutées. Il y a maintenant plus de 110 victimes de la guerre 1914-18 commémorées sur ce site dont 4 ne sont pas identifiés.

## Caractéristiques
Ce cimetière a un plan rectangulaire de 50 m sur 10.

Il est entouré d'un muret de moellons.

## Sépultures
| Pays             | Sépultures |
| ---------------- | ---------- |
| Royaume-Uni      | 13         |
| Australie        | 74         |
| Inde britannique | 1          |
| Allemagne        | 22         |
| Total            | 110        |

## Galerie

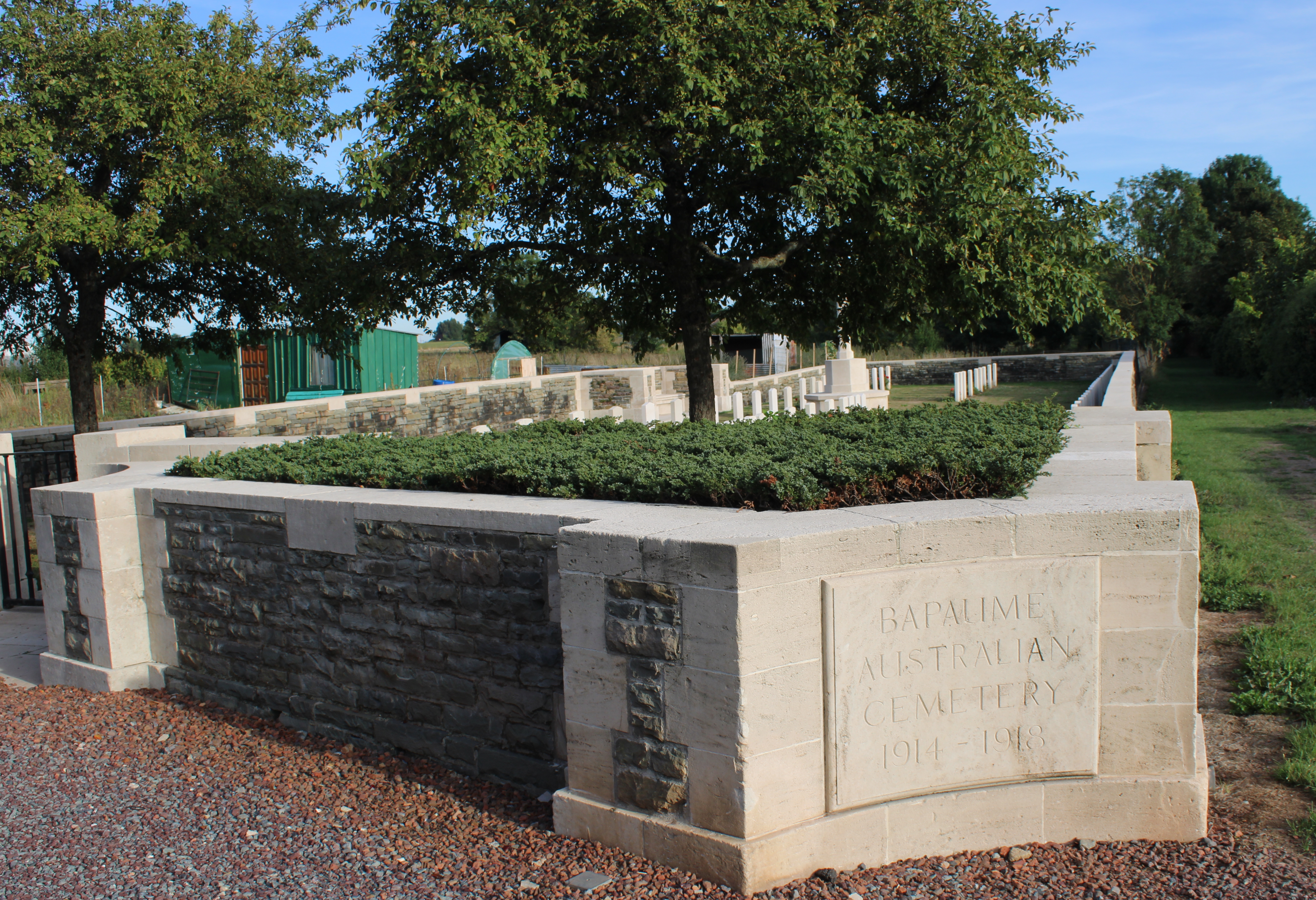
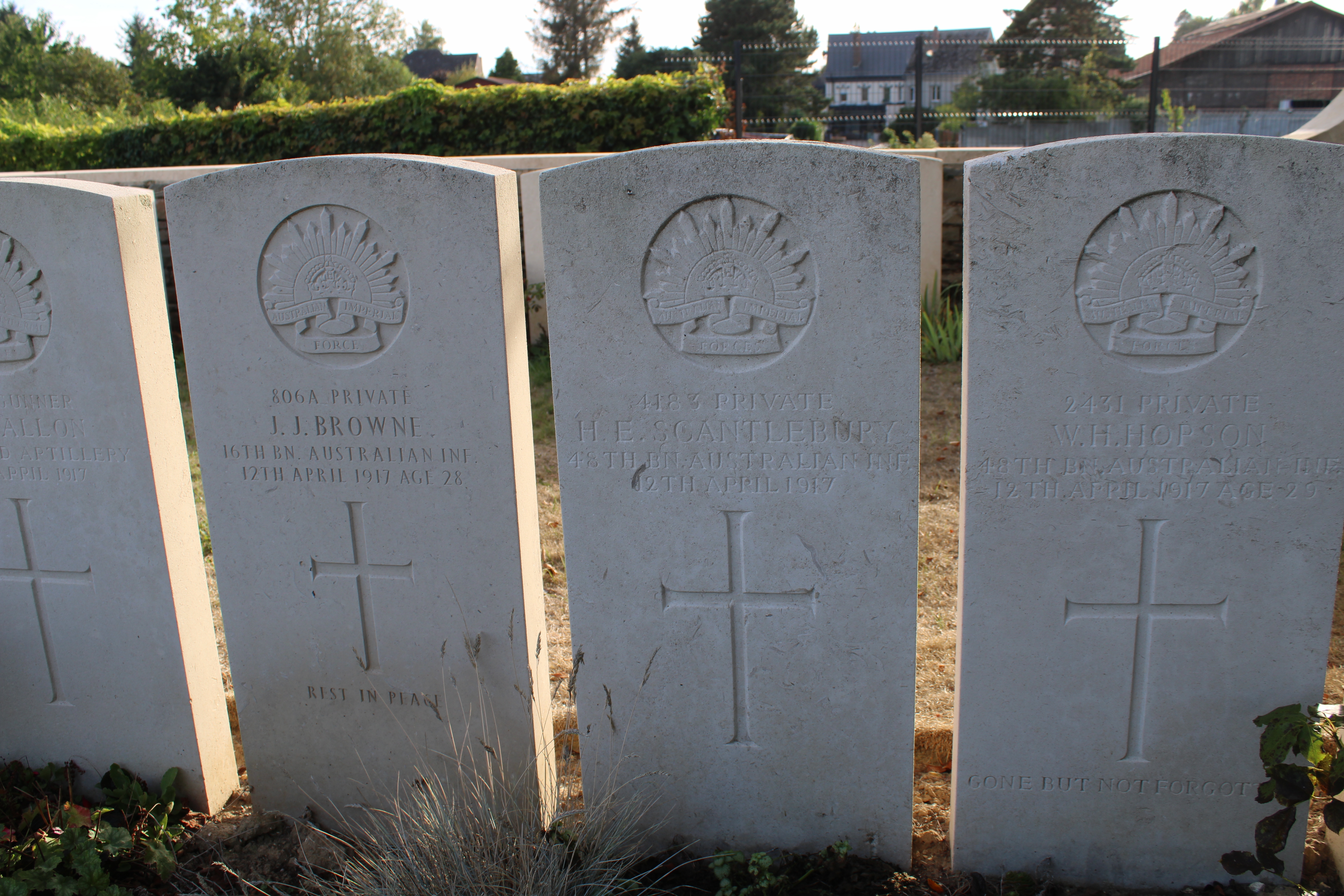
Tombes de soldats australiens.
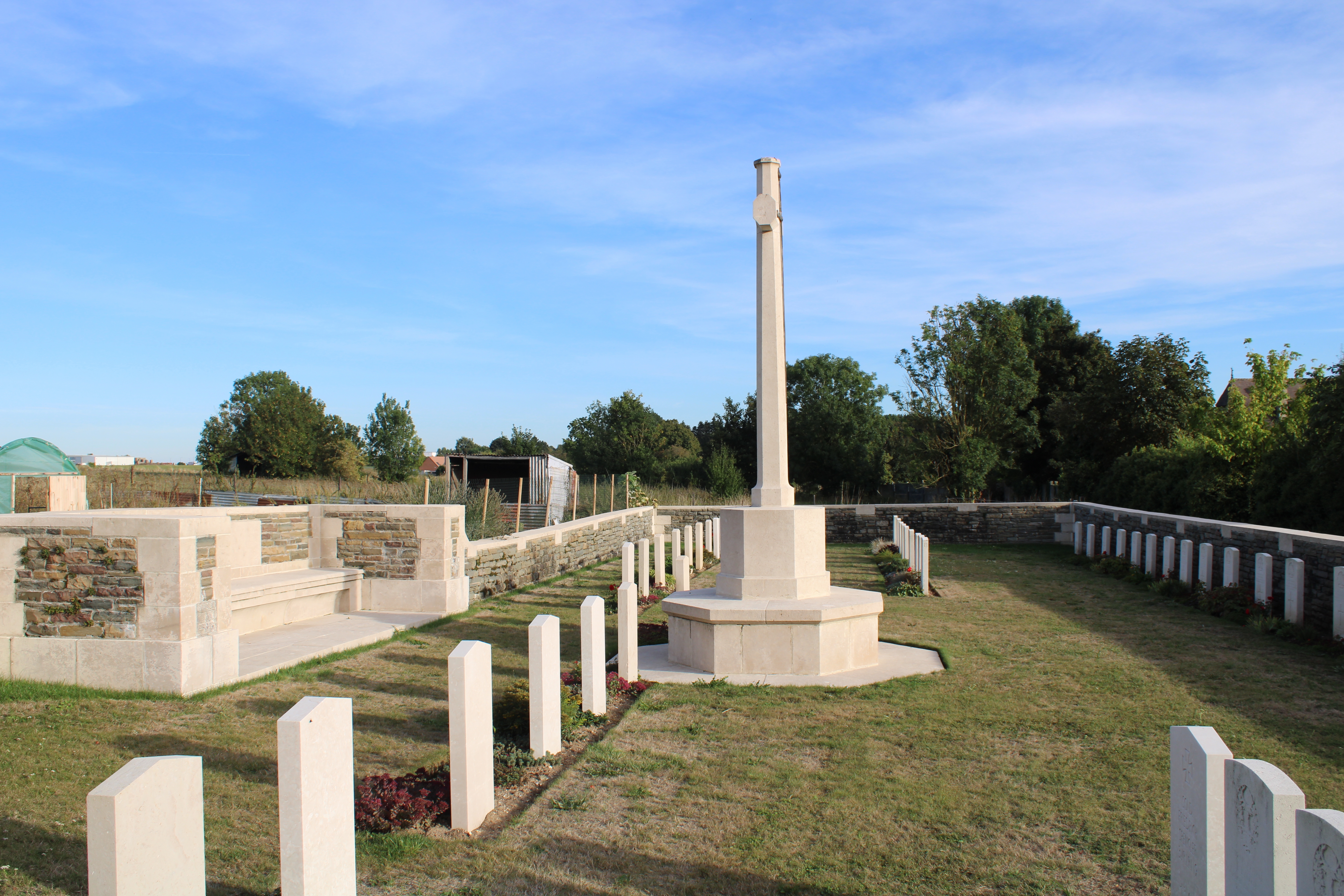
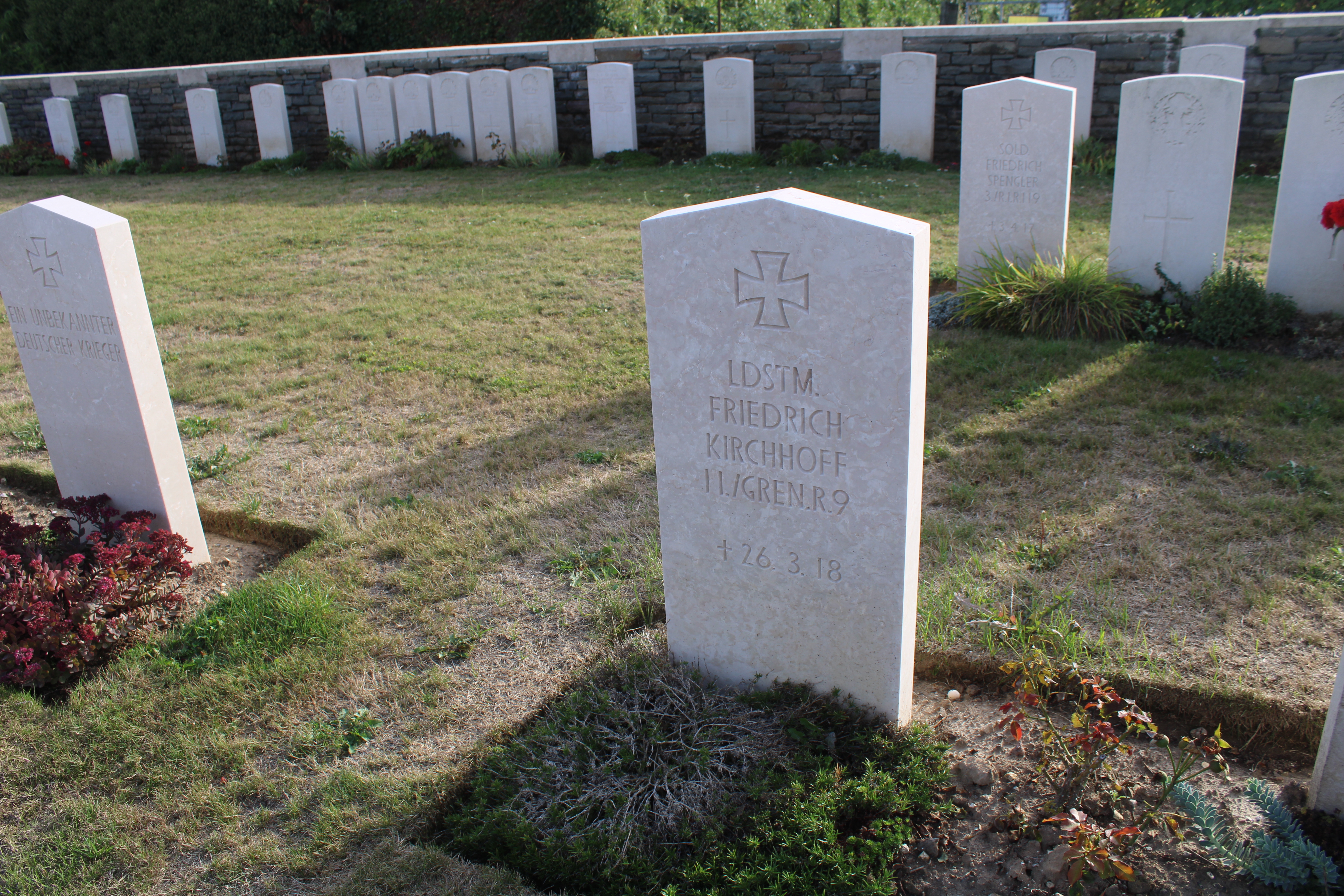
Tombe d'un soldat allemand.
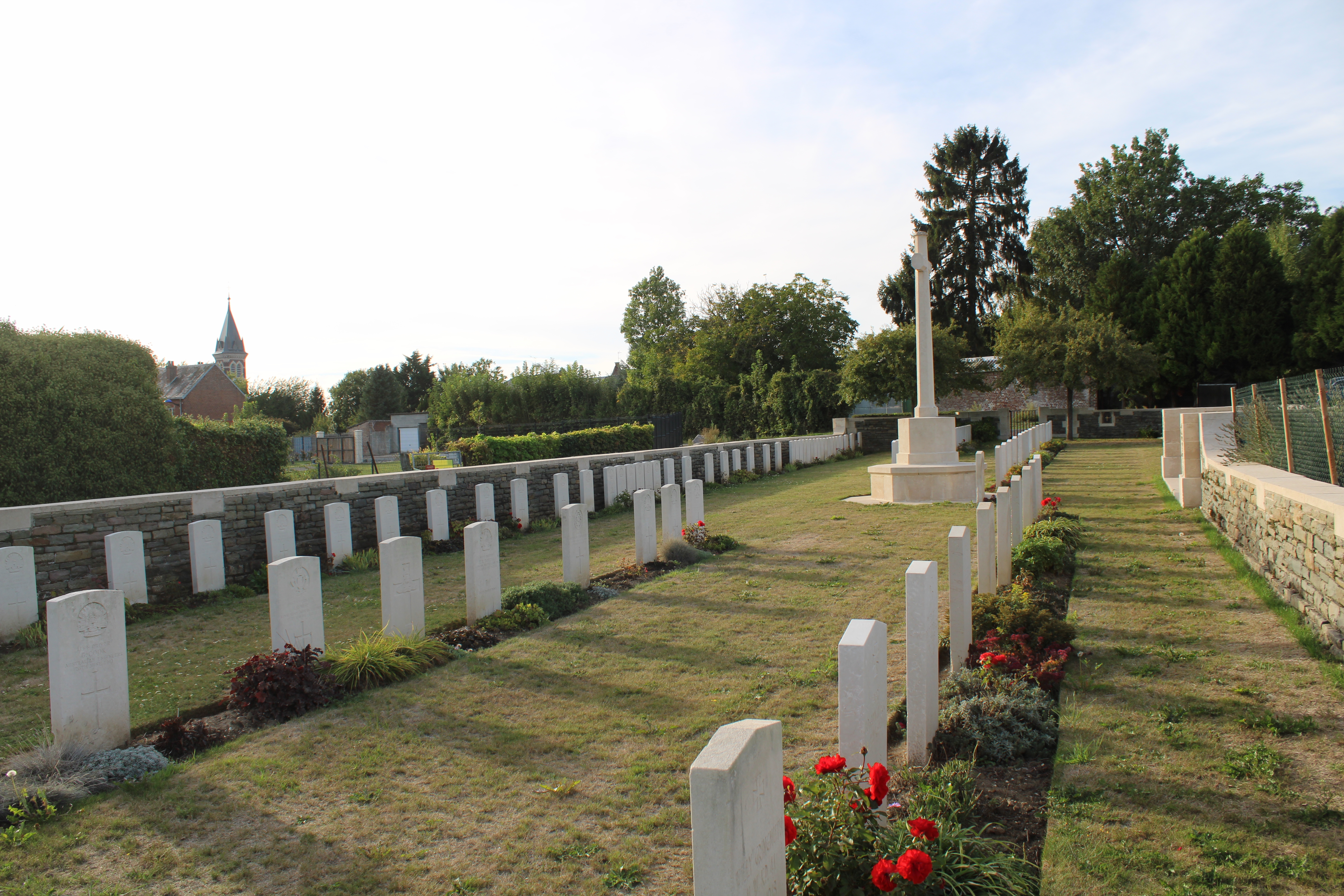
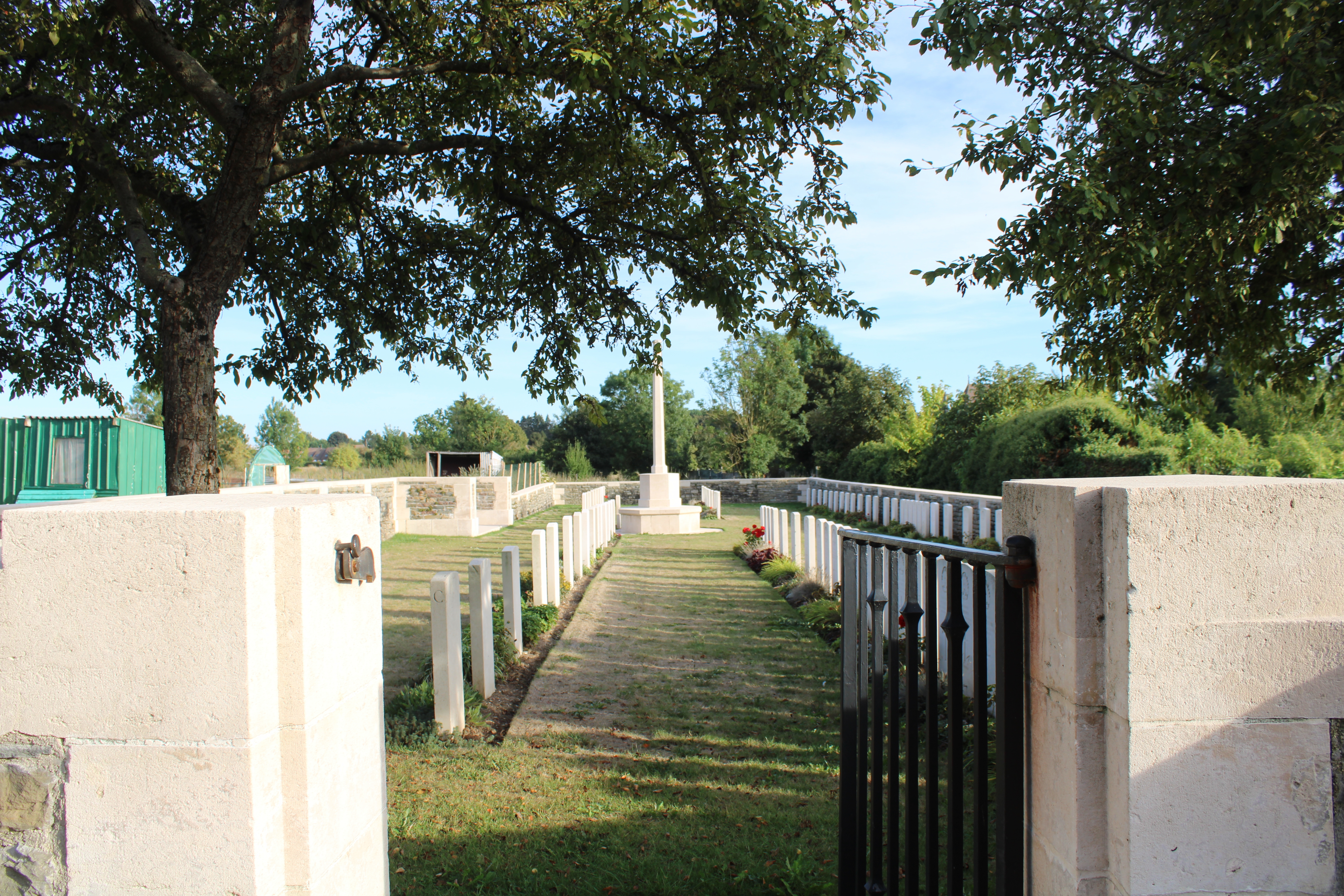